# Greta Goodworth
Greta Goodworth (* 10. Juli 1999 in Köln) ist eine deutsche Fernseh- und Theaterschauspielerin. Bis 2017 trat sie auch unter ihrem Künstlernamen Greta Short auf.

## Leben
Bereits im Alter von neun Jahren stand Goodworth auf der Theaterbühne der Rochus-Musikschule in Köln. Bundesweit bekannt wurde sie durch die Rolle der Lara Brooks in der ARD-Fernsehserie Lindenstraße, die sie von Oktober 2012 bis Februar 2020 spielte. Auch in der RTL-Actionserie Alarm für Cobra 11 – Die Autobahnpolizei hatte sie Fernsehauftritte.

## Filmografie
- 2012–2018, 2020: Lindenstraße (Fernsehserie)
- 2016: Phoenixsee (Fernsehserie, 2 Episoden)
- 2017: In aller Freundschaft (Fernsehserie, Episode Aus den Augen, aus dem Sinn?)